# Mesosemia methion
Mesosemia methion är en fjärilsart som beskrevs av Frederick DuCane Godman och Osbert Salvin 1885. Mesosemia methion ingår i släktet Mesosemia och familjen Riodinidae. Inga underarter finns listade i Catalogue of Life.

## Bildgalleri

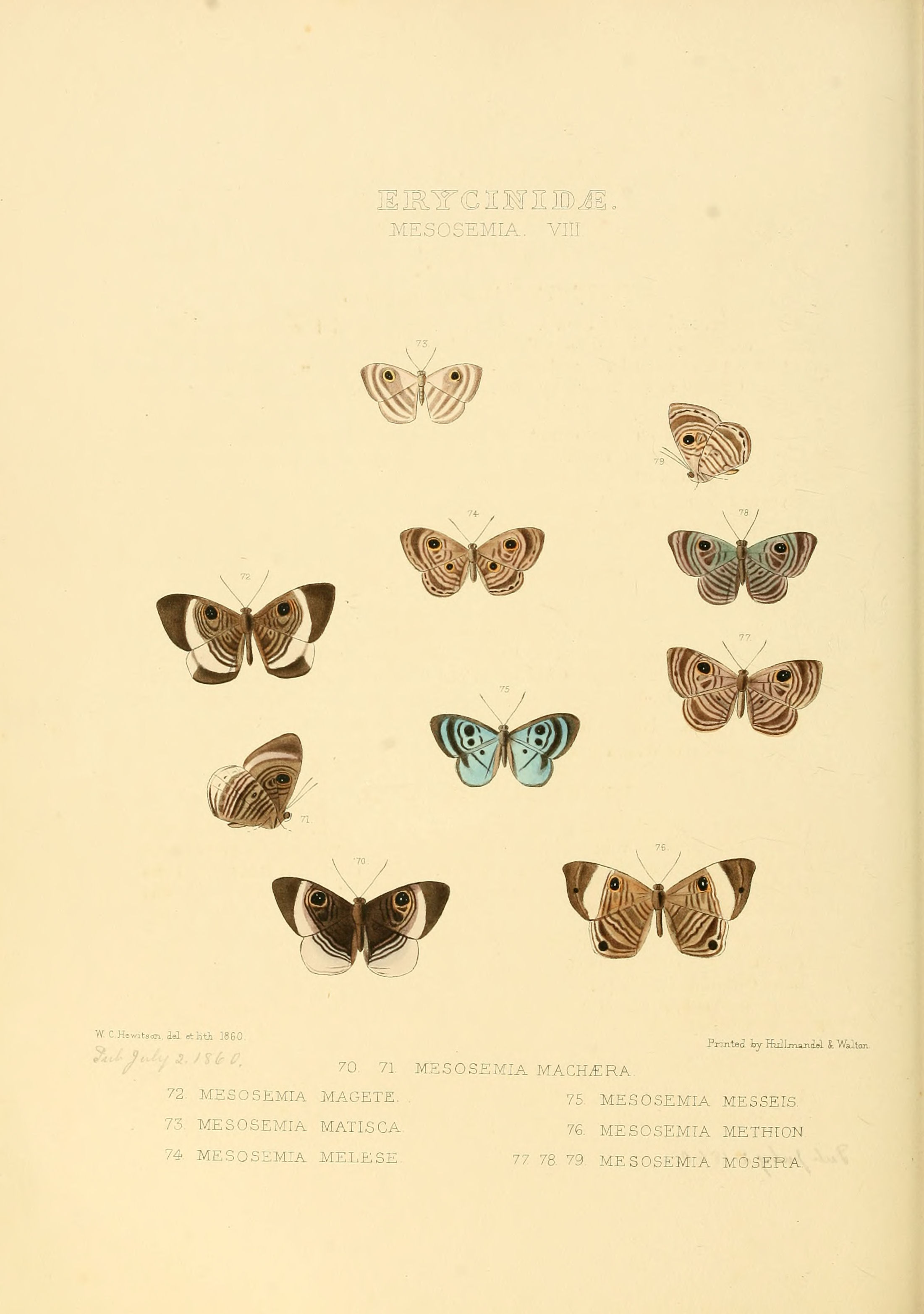
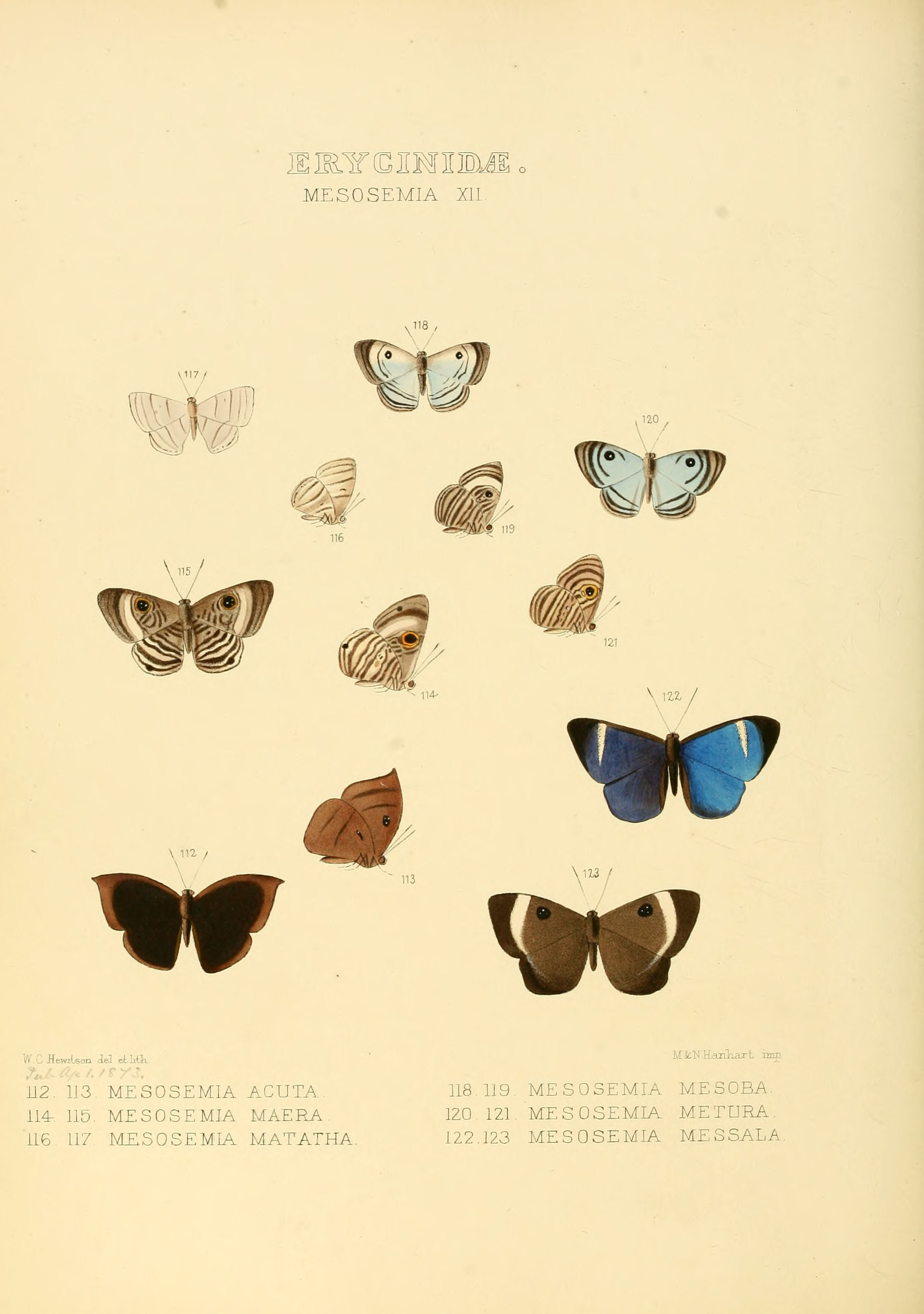